# Eschata irrorata
Eschata irrorata là một loài bướm đêm trong họ Crambidae.